# Sudanschwarz B
Sudanschwarz B ist eine synthetisch hergestellte chemische Verbindung aus der Gruppe der Azo- und Sudanfarbstoffe.

## Gewinnung und Darstellung
Sudanschwarz B kann durch Kupplung von diazotiertem 4-Phenylazonaphthalenamin-1 mit 2,3-Dihydro-2,2-dimethyl-1H-perimidin gewonnen werden.
Es kann durch Diazotieren von Anilin, Kuppeln mit 1-Naphthylamin, erneutes Diazotieren, Kuppeln mit 1,8-Diaminonaphthalin und Umsetzung mit Aceton gewonnen werden.

## Eigenschaften
Sudanschwarz B ist ein brennbarer, schwer entzündbarer, dunkelbrauner bis schwarzer geruchloser Feststoff, der praktisch unlöslich in Wasser ist. Er ändert in einer größeren Zahl von Fettlösungsmitteln seinen Farbcharakter von blauschwarz nach rot. Viele aliphatischen und aromatischen Kohlenwasserstoffe sowie Oxyderivate der aromatischen Kohlenwasserstoffe einschließlich ihrer Halogenderivate und die halogenisierten Paraffine bewirken eine Aufhellung des Farbtones von blauschwarz nach rot, während die große Gruppe der aliphatischen Alkohole, Aldehyde und Ketone mit Ausnahme von Chloraceton sowie die gesättigten aliphatischen Carbonsäuren ohne Einfluss auf den Farbcharakter sind. Von einigen Lipoiden wurde Sudanschwarz B in Lecithin, Sphingomyelin und Gangliosid gleichfalls metachromatisch rot gelöst. Der Metachromasieeffekt ist vom Lösungsmittel abhängig im Sinne einer durch das Lösungsmittel bestimmten polaren Ausrichtung der Ladungen innerhalb des Farbstoffmoleküls.

## Verwendung
Sudanschwarz B wird zur Färbung von Chromosomen und bakteriellen Lipiden verwendet (λmax = 596–605 nm, Extinction coefficient: E 1 % = 575–630 (596–605 nm, Ethanol)). Es ist ein schwarzer Grundfarbstoff, der auch verwendet wird, um Triglyceride und Lipide von einigen Lipoproteinen zu färben. Ferner wird es in der Fingerabdruckverstärkung und bei der Untersuchung von hämatologischen Erkrankungen eingesetzt. Sudanschwarz B wird in der Zytochemie häufig zur Färbung von Neutralfetten, Phospholipiden und Cerebrosiden eingesetzt wurde. In der Hämatologie gibt er gut reproduzierbare Reaktionen mit Zellen des Blutes und des Knochenmarkes. Die Methode färbt die Lipidmembran, die die azurophilen Granula umgibt. Das Färbeergebnis gleicht weitgehend der Peroxidasefärbung, wird jedoch als etwas sensitiver im Vergleich zur Darstellung der Myeloperoxidase (MPO) in Myeloblasten beurteilt. Als weiterer Vorteil wird die einfachere Durchführung im Gegensatz zur MPO-Färbung angeführt. Die Reaktion soll auch in Lymphoblasten positiv ausfallen können. Nach anderer Angabe sollen lymphatische Vorläuferzellen negativ sein.

## Handelsnamen
- BASF: Sudan Tiefschwarz B, ~ BB[5]
- Bayer: Ceres Schwarz BN
- Hoechst: Fett Schwarz HB, ~ HBN
- Wolfen: Sudan Schwarz B